# Oskar, das Schlitzohr und Fanny Supergirl
Oskar, das Schlitzohr und Fanny Supergirl ist ein 2022 erschienener Fernsehfilm von Markus Herling.

## Handlung
Fanny, ein achtjähriges Mädchen mit einer nicht näher diagnostizierten autistischen Störung, besucht eine normale Grundschule. Dass sie fast immer, auch in der Schule, ein buntes Superheldinnenkostüm trägt, viel Aufmerksamkeit nötig hat und nicht merkt, wenn sie hereingelegt wird, macht sie zur Zielscheibe von Spott und übleren Streichen. Ihre Eltern scheinen überfordert: Vater Christian ist durch berufliche Verpflichtungen häufig abwesend, während die Mutter Tilda sich für ihre Tochter aufopfert, jede professionelle Hilfe ablehnt, weil sie eine Stigmatisierung befürchtet, und infolge dessen kein eigenes Leben mehr hat. Im Verlauf des Films wächst zudem ein Konflikt mit den anderen Eltern der Klasse, die den Eindruck haben, der schulische Erfolg ihrer eigenen Kinder werde von Fanny ausgebremst.
Zu Beginn des Filmes wird Tildas Vater Oskar aus einer Haftstrafe entlassen, die er wegen Betruges verbüßen musste, und weiß nicht, wohin. Praktisch alle Bezugspersonen haben sich von ihm losgesagt, auch Tilda würde ihn nicht bei sich aufnehmen, also wohnt er zunächst heimlich in seinem alten Bauwagen, der auf Tildas Grundstück steht und von Fanny als Rückzugsort genutzt wird. Dort treffen die zwei aufeinander und verstehen sich überraschend gut: Oskar, der es mit der Wahrheit nie so genau nahm und sich Fanny als „Professor Krypton“ vorstellt, zeigt vollstes Verständnis für ihre Eigenheiten und demonstriert dies auch gegenüber den schockierten Nachbarn. Als die Eltern seine Anwesenheit entdecken, sind sie hin- und hergerissen: Einerseits lehnen sie ihn selbst ab, andererseits nehmen sie wahr, dass seine Gesellschaft Fanny überaus gut tut.
Das gute Einvernehmen zwischen Fanny und Oskar lässt Tilda ein Angebot wahrnehmen, in ihren alten Beruf als Flugbegleiterin zurückzukehren; der Vater bricht kurz darauf zu einer Geschäftsreise auf. Oskar, der Autismus nur aus dem Film Rain Man kennt, ist davon überzeugt, dass jeder autistische Mensch eine Inselbegabung hat, und versucht in der Woche, die er allein mit Fanny verbringt, ihre „Superkraft“ herauszufinden. Sie hat sich zur Talentshow der Schule angemeldet und muss etwas finden, das sie dort vorführen kann.
Durch Zufall entdeckt er, dass Fannys Geruchs- und Hörsinn außergewöhnlich fein sind, und versucht, daraus eine präsentable Bühnenshow zu machen. In diesem Moment platzen die von den Nachbarn alarmierten Eltern herein und sind entsetzt, dass Oskar Fanny als „Spürhund“ vorführen will, sie befürchten ein noch größeres Gespött. Andererseits wollen sie ihrer Tochter den Auftritt, auf den sie sich freut, nun durchaus zutrauen. Mit Oskars Hilfe wird das ein Erfolg, durch den sie auch die Sympathien der anderen Eltern zurückgewinnt.
In der Schlussszene winken Oskar und Fanny einem startenden Flugzeug zu, in dem Tilda Dienst tut.

## Hintergrund
Oskar, das Schlitzohr und Fanny Supergirl wurde erstmals am 3. Januar 2022 im Ersten ausgestrahlt und von 4,06 Millionen Zuschauern gesehen, was einem Marktanteil von  12,9 % entspricht.

## Kritik
„Harmlos-versöhnliche Komödie mit Publikumsliebling Dieter Hallervorden in einer maßgerechten Rolle.“